# Тібо Колар
Тібо Колар (фр. Thibault Colard, нар. 13 січня 1992, Фонтенбло, Франція) — французький веслувальник, бронзовий призер Олімпійських ігор 2016 року.

## Виступи на Олімпіадах
| Олімпіада           | Дисципліна           | Місце |
| ------------------- | -------------------- | ----- |
| Ріо-де-Жанейро 2016 | четвірка, легка вага | 3     |

## Зовнішні посилання
- Тібо Колар — олімпійська статистика на сайті Sports-Reference.com (англ.) (архівна версія)

1. ↑  Thibault Colard